# 1601.
◄ | 16. stoljeće | 17. stoljeće | 18. stoljeće | ►
◄ | 1570-ih | 1580-ih | 1590-ih | 1600-ih | 1610-ih | 1620-ih | 1630-ih | ►
◄◄ | ◄ | 1598. | 1599. | 1600. | 1601. | 1602. | 1603. | 1604. | ► | ►►
Arhitektura • Astronomija • Glazba • Kazalište • Kiparstvo • Knjige • Književnost • Kršćanstvo • Medicina • Politika • Pravo • Promet • Slikarstvo • Znanost

## Događaji
- Valladolid proglašen glavnim gradom Španjolske.

## Rođenja
- 31. ožujka – Jakov Mikalja, hrvatski jezikoslovac

## Smrti
- 24. listopada – Tycho Brahe, danski astronom

## Vanjske poveznice
|  | Zajednički poslužitelj ima još gradiva o temi 1601. |